# Departamento de Territorio y Sostenibilidad de la Generalidad de Cataluña
El Departamento de Territorio y Sostenibilidad  (en catalán y oficialmente: Departament de Territori i Sostenibilitat) es una de las consejerías del Gobierno de la Generalidad de Cataluña. Desde el 14 de enero de 2016 y hasta el 28 de octubre de 2017 Josep Rull i Andreu fue el último Consejero de Territorio y Sostenibilidad de la Generalidad de Cataluña.
Anteriormente se denominó Departamento de Política Territorial y Obras Públicas, desde su creación y hasta el 27 de diciembre de 2010, con el inicio de la IX Legislatura.

## Competencias
De acuerdo con el Decreto 200/2010, de 27 de diciembre de 2010, al Departamento de Territorio y Sostenibilidad corresponde el ejercicio de las atribuciones propias de la administración de la Generalidad de Cataluña en los ámbitos siguientes:
- La política y la planificación territorial y el urbanismo.
- Las políticas de suelo.
- La vivienda y la promoción y gestión del patrimonio público de vivienda, incluidas las políticas de suelo residencial asociadas.
- La ordenación de la edificación y el control de calidad del proceso y productos de edificación.
- Las políticas de rehabilitación de viviendas en barrios y núcleos históricos.
- Las obras públicas e infraestructuras.
- Las carreteras, autovías y autopistas, ferrocarriles, puertos y aeropuertos.
- Los transportes.
- La planificación y calidad ambiental, así como las políticas ante el cambio climático.
- El agua.
- Los residuos.
- Los servicios meteorológicos.
- El impulso de las energías renovables.

## Consejeros

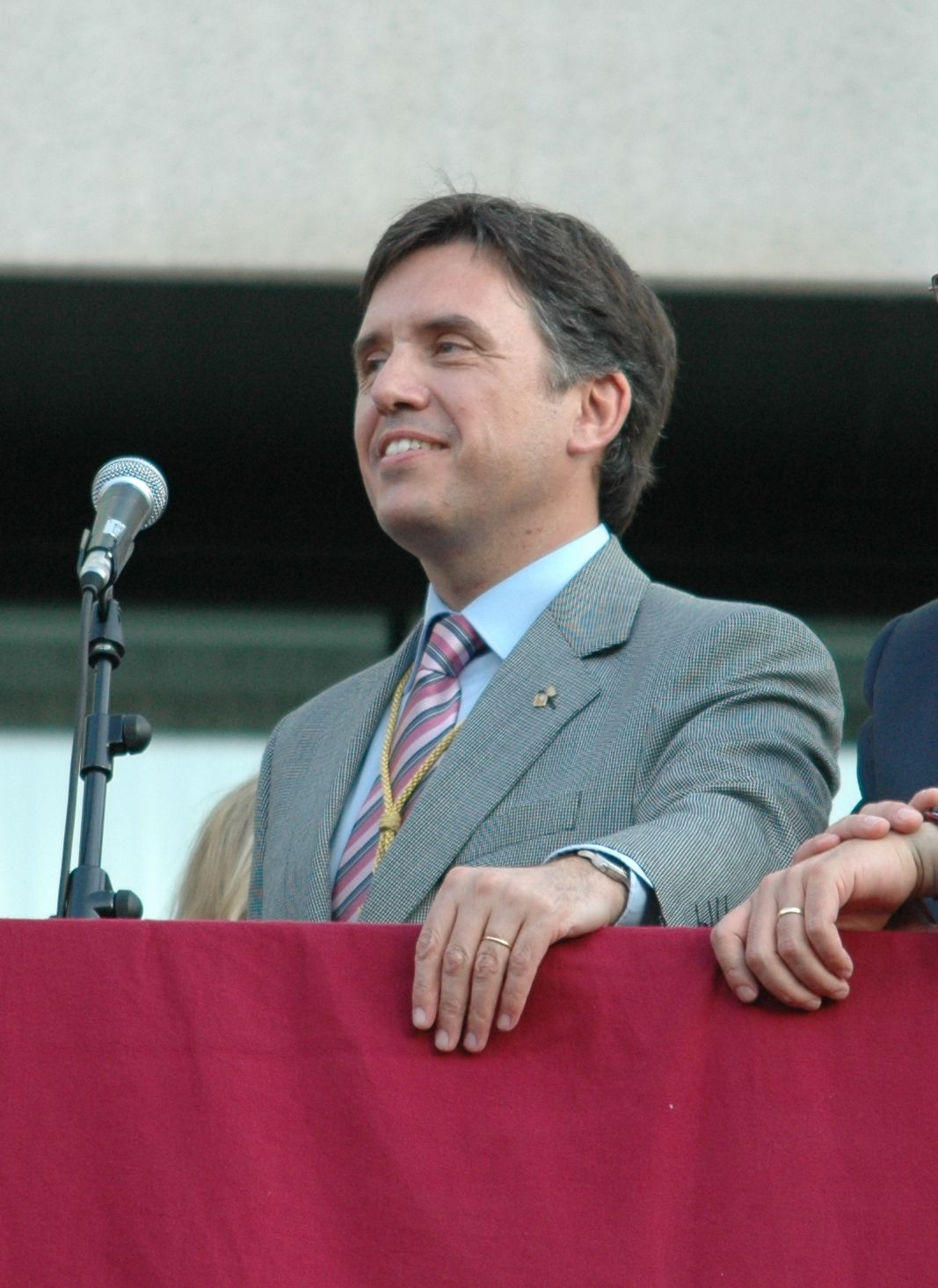
Lluís Recoder, consejero de Territorio y Sostenibilidad entre 2010 y 2012.

| Legislatura | Consejero                   | Partido | Inicio del mandato      | Fin del mandato         | Nombre del Departamento               |
| ----------- | --------------------------- | ------- | ----------------------- | ----------------------- | ------------------------------------- |
| Provisional | Narcís Serra i Serra        | PSC     | 5 de diciembre de 1977  | 23 de febrero de 1979   | Política Territorial y Obras Públicas |
| Provisional | Lluís Armet i Coma          | PSC     | 23 de febrero de 1979   | 8 de mayo de 1980       | Política Territorial y Obras Públicas |
| I           | Josep Maria Cullell i Nadal | CiU     | 8 de mayo de 1980       | 14 de junio de 1983     | Política Territorial y Obras Públicas |
| I - II      | Xavier Bigatà i Ribé        | CiU     | 14 de junio de 1983     | 4 de julio de 1988      | Política Territorial y Obras Públicas |
| III - IV    | Joaquim Molins i Amat       | CiU     | 4 de julio de 1988      | 29 de abril de 1993     | Política Territorial y Obras Públicas |
| IV          | Josep Maria Cullell i Nadal | CiU     | 29 de abril de 1993     | 18 de noviembre de 1994 | Política Territorial y Obras Públicas |
| IV          | Jaume Roma i Rodríguez      | CiU     | 18 de noviembre de 1994 | 15 de junio de 1995     | Política Territorial y Obras Públicas |
| IV - V      | Artur Mas i Gavarró         | CiU     | 15 de junio de 1995     | 30 de julio de 1997     | Política Territorial y Obras Públicas |
| V - VI      | Pere Macias i Arau          | CiU     | 30 de julio de 1997     | 20 de noviembre de 2001 | Política Territorial y Obras Públicas |
| VI          | Felip Puig i Godes          | CiU     | 20 de noviembre de 2001 | 16 de diciembre de 2003 | Política Territorial y Obras Públicas |
| VII - VIII  | Joaquim Nadal i Farreras    | PSC     | 16 de diciembre de 2003 | 29 de diciembre de 2010 | Política Territorial y Obras Públicas |
| IX          | Lluís Recoder i Miralles    | CiU     | 29 de diciembre de 2010 | 27 de diciembre de 2012 | Territorio y Sostenibilidad           |
| X           | Santiago Vila i Vicente     | CiU     | 27 de diciembre de 2012 | 13 de enero de 2016     | Territorio y Sostenibilidad           |
| XI          | Josep Rull                  | JSi     | 14 de enero de 2016     | Cesado el 28/10/2017    | Territorio y Sostenibilidad           |

## Estructura orgánica
Estructura orgánica durante la IX Legislatura, con sus correspondientes Secretarías Sectoriales:
- Consejero
  - Secretaría General de Territorio y Sostenibilidad
    - Dirección de Servicios
    - Gestión de Infraestructuras (GISA)

  - Secretaría para la Movilidad
    - Dirección General de Puertos, Aeropuertos y Costas
    - Dirección General del Transporte Terrestre
    - Dirección General de Carreteras
    - Programa para la Movilidad y Grandes Infraestructuras
    - Centrales e Infraestructuras para la Movilidad y las Actividades Logísticas SA (CIMALSA)
    - Ferrocarriles de la Generalidad de Cataluña (FGC)
    - Infraestructuras Ferroviarias de Cataluña (IFERCAT)
    - Puertos de la Generalidad
    - Túnel del Cadí SAC
    - TABASA
    - Aeropuertos de Cataluña

  - Secretaría para la Planificación Territorial
    - Dirección General de Actuaciones Estratégicas y Política de Suelo
    - Dirección General de Urbanismo
    - Dirección General de Arquitectura y Paisaje
    - Programa de Planificación Territorial
    - Instituto Geológico de Cataluña (IGC)
    - Instituto Cartográfico de Cataluña (ICC)
    - Instituto para el Desarrollo de les Comarcas del Ebro (IDECE)
    - Instituto para el Desarrollo y la Promoción del Alto Pirineo y Arán (IDAPA)
    - Instituto Catalán del Suelo (INCASÒL)
    - GEOCAT